# Trichophthalma anguloi
Trichophthalma anguloi är en tvåvingeart som beskrevs av Georges Bernardi 1975. Trichophthalma anguloi ingår i släktet Trichophthalma och familjen Nemestrinidae. Inga underarter finns listade i Catalogue of Life.